# Gyál vasútállomás
Gyál vasútállomás egy Pest vármegyei vasútállomás, Gyál településen, a helyi önkormányzat üzemeltetésében. A belterület déli részén helyezkedik el, nem messze a 4601-es és a 4602-es utak találkozásától, de csak kisebb települési utcákon közelíthető meg.

## Az állomás története
A gyáli vasútállomás a Budapest–Lajosmizse–Kecskemét-vasútvonal első szakaszának megnyitásakor, 1898-ban nyílt meg Puszta-Gyál néven. Az állomás Alsónémedi közigazgatási területén feküdt, magától a községtől 8 kilométernyi távolságban, a környéken csupán elszórt tanyák voltak. A környékbeli földesurak parcellázásai révén a századfordulót követően Gyál község népessége gyors növekedésnek indult, így az állomás forgalma is megnőtt.
A 20. század közepén a vasútállomást többször is bővítették, hogy a növekvő teherforgalmi igényeket kiszolgálják. Az állomás mellett működő tüzéptelep akkoriban rendszeres szállító volt, kiszolgálásukra nyilvános rakodóterület és rakodóvágány létesült. 1985-ben létesült az AUTÓKER vállalat gyáli raktárbázisához vezető iparvágány, amely a vasútállomás harmadik vágányából ágazott ki. Mindezek mellett az egyre növekvő népességnek köszönhetően az állomás személyforgalma is megnövekedett. Az állomás ebben az időben nem volt alkalmas vonattalálkozások lebonyolítására. A két rakodóvágányt vágányzáró sorompók zárták el, ez pedig a forgalmi zavaroknak kitettebbé tette az egész vasútvonalat.
Az 1990-es rendszerváltás után a rakodók és az iparvágányok forgalma erősen visszaesett, majd az 1990-es évek végére a teherforgalom teljesen meg is szűnt az állomáson. A továbbra is erőteljes személyforgalom ellenére az állomást hosszú ideig nem alakították át, csak alacsony és szűk peronon lehetett a vonatokra felszállni. Az ezredforduló körüli évtized az állomás teljes műszaki lezüllésének ideje volt. Az állomásépület ekkorra látványosan rossz állapotba került, a vágányok közül csupán az átmenő fővágány volt használható. 2011-ben a MÁV a vasútvonal fejlesztése érdekében Gyál állomás teljes átépítése mellett döntött. Az addigra használhatatlanná vált rakodóvágányokat az AUTÓKER-iparvágány kivételével felszámolták, a helyükön pedig egy egyszerű, kétvágányos vasútállomást alakítottak ki, amely már alkalmas volt vonattalálkozások lebonyolítására is. Mindkét vágányhoz szintben megközelíthető magasperonok épültek. A rá következő években felújították az állomásépületet is. 2020-ban az állomás régi biztosítóberendezését kivonták az üzemből, helyette a korszerű Proris-H biztosítóberendezés első példányát építették fel. Ekkor váltották fel az állomás alakjelzőit fényjelzőkkel.  A 2010-es években a vasútállomás az elővárosi vonatok találkozásait bonyolító, kizárólag személyforgalmi funkciójú létesítményként működött.

## Áthaladó vasútvonalak
- Budapest–Lajosmizse–Kecskemét-vasútvonal (142)

## Közúti megközelítése
Az állomás a 4601-es és 4602-es utak keresztezése közelében található, de közvetlen közúti elérését csak önkormányzati utak biztosítják.
Közösségi közlekedéssel az alábbi helyi és helyközi buszjáratokkal érhető el:
- 55, 89E, 94E, 294E, 578, 609

## Forgalom
| Járat | Útvonal | Gyakoriság                   |
| ----- | --- | ---------------------------- |
| S21   | Budapest-Nyugati – Zugló – Kőbánya alsó – Kőbánya-Kispest – Kispest – Pestszentimre felső – Pestszentimre – Gyál felső – Gyál – Felsőpakony – Ócsa – Inárcs-Kakucs – Dabas – (Gyón – Hernád – Örkény – Táborfalva – Felsőlajos – Lajosmizse – Lajosmizse alsó – Klábertelep – Felsőméntelek – Méntelek – Alsóméntelek – Nagynyír – Hetényegyháza – Úrihegy – Miklóstelep – Kecskemét-Máriaváros – Kecskemét alsó – Kecskemét) | Óránként                     |
| S21   | Ócsa → Felsőpakony → Gyál → Gyál felső → Pestszentimre → Pestszentimre felső → Kispest → Kőbánya-Kispest | Munkanapokon 2 Budapest felé |